# Sinbuk-myeon, Yeongam-gun
Sinbuk-myeon (koreanska: 신북면) är en socken i kommunen Yeongam-gun i provinsen Södra Jeolla i den sydvästra delen av Sydkorea, 300 km söder om huvudstaden Seoul.